# Pauline Barrat
Pour les articles homonymes, voir Barrat.
Pas d'image ? Cliquez ici

a Compétitions nationales et continentales officielles uniquement.

b Matchs officiels uniquement.
Dernière mise à jour le 27 janvier 2025.
Pauline Barrat, née le 1er juin 2004 à La Rochelle (Charente-Maritime), est une joueuse française de rugby à XV et internationale française de rugby à sept qui évolue aux postes d'Arrière ou de demi d'ouverture. Elle joue au Stade toulousain.

## Biographie
Née le 1er juin 2004, Pauline Barrat commence la pratique du rugby à XV à l'âge de huit ans à l'école de rugby du Stade rochelais. Elle est la seule fille de son équipe et se heurte tôt au sexisme de ses jeunes coéquipiers. Elle suit l'intégralité de sa formation au club. Elle est scolarisée dans les sections rugby du collège Guiton et du lycée Dautet.
À 17 ans, elle intègre l'équipe première du Stade rochelais qui évolue en Élite 2 (deuxième division française). Elle dispute la finale, perdue face au Valkyries Normandie RC en 2022.
En février 2023, à 18 ans, Pauline Barrat est appelée en équipe de France pour préparer le Tournoi des Six Nations ; elle est la première Rochelaise et la seule joueuse d'Élite 2 convoquée. Non retenue dans le groupe final, elle joue avec l'équipe de France des moins de 20 ans. À la fin de la saison, le Stade rochelais est à nouveau battu en finale du championnat : elle décide de rejoindre le Stade toulousain.
Après une bonne intégration sportive (cinq titularisations en six matchs), elle se blesse au genou et rate le reste de la saison 2023-2024.
Elle retrouve la compétition en début de saison 2024-2025, lors de la cinquième journée de Championnat de France, à Bordeaux. En janvier elle participe au stage de l'équipe de France en Espagne. Au mois de juin, elle est sélectionnée avec l'équipe de France des moins de 20 ans qui joue la Summer Series au pays de Galles.

## Palmarès
- Finaliste du Championnat de France de 2e division en 2022 et 2023.